# Специјална болница „Свети Сава” Београд
Специјална болница „Свети Сава“ Београд или у пуном називу Специјална болница за лечење цереброваскуларних обољења „Свети Сава“ основана 1930. године у Београду, је високоспецијализована установа у систему здравства Града Београда и Републике Србије и наставна база Медицинског факултета у Београду.

## Положај, размештај и историја објекта
Болница се налази у централном делу Београда, у објекту на неправилној петоугаоној парцели у Немањиној 2, у објекту првобитно изграђеном за Средишњи уреду за осигурање радника Загреб – филијала Београд.
Болница се налази на Савском платоу у непосредној близини Апелационог суда, Међуградске аутобуске станице, Београда на води и бројних републичких институција.
Јавним превозом до болнице се може директно приступити следећим ГСП линијама:
- Трамваји: 2, 3, 7, 9, 11, 12 и 13
- Аутобуси: 34, 46, 51, 78, 83, 91, 92, 511, 551, 552 и 601

Историјат објекта
Објекат је грађен од 1930 — 1932. године. На основу архивских докумената, утврђено да је објекат садашње Болнице „Свети Сава“, првобитно пројектовао архитекта  Лавослав Хорват, и за њега освојио прву награду на конкурсу из 1929. године, јер је успео решити захтеван грађевински програм који је треба да обухвати установе различитих намена. Изградња је почела 6. октобра 1930. године, а довршена 29. септембра 1932. године. Након већих несугласица са извођачем радова, незадовољан сарадњом, Лавослав Хорват је прекинуо даљи рад на објекту. Постојећу документацију по захтеву извођача у целости је потписао београдски архитекта Петар Гачић који је бројним накнадним нацртима значајно изменио изворни Хорватов пројекат.
Изглед објекта
Зграда, је са подрумом, сутереном и четири спрата, равних линија, кровиштем са издигнутом атиком, и  прочељем са отворима изведена инверзно од оних у Хорватовој пројектној документацији. Горњи део габарита растворен је плитким пилонима, док су приземље и први спрат постали затворенији. Због изведених измена неповратно се изгубила првобитно обликован изглед објекта који је на крају представља још један од примера монументалног неокласицизма, значајног за касне двадесете године 20. века.
Архитектонски, одмах након Другог светског рата, 1946. године објеката је адаптиран за потребе болнице, и у тој је функцији и данас.
Капела Светог Апостола и Јеванђелисте Луке
У болници је маја 1992 године освећена Капела Светог Апостола и Јеванђелисте Луке, од стране Митрополит загребачко-љубљански господин Јована. Била је то прва капела основана при болници на простору Србије.

## Историја
Болница је основана  на основу одлуке њеног оснивача Народног одбора града Београда 1932. одузета од Средишног уреда за осигурање радника Загреб – филијала Београд и под именом Окружни уред за осигурање радника Београд почела здравствену делатност у тадашњој Краљевини Југославији.
По завршетку Другог светског рата Решењем Народног одбора града Београда установа 1948. године мења назив у Централна специјалистичка поликлиника Београд.
Решењем Савета за народно здравље Скупштине града Београда 1967. године установа поново мења назив у  Завод за хитна интерна обољења.
Установа 1970-тих година проширује делатност и 1973. године добија назив Завод за хитна интерна и цереброваскуларна обољења.
У 1986. установа поново мења име у Завод за цереброваскуларне болести Београд.
Назив Болница за превенцију и лечење цереброваскуларних обољења „Свети Сава“ – установа носи од 5. децембра 1988. године, да би потом у складу са новим Законом о здравственој заштити Србије добила садашње име Специјална болница за лечење цереброваскуларних обољења „Свети Сава“.

## Акредитација болнице – сертификат
Након процес акредитације Специјалне болнице „Свети Сава“ који је започет 2014. године, од стране оцењивача Агенције за акредитацију здравствених установа Републике Србије, поступак је окончан  завршним извештајем 3.јула 2019. године, на основу кога је Болница сврстана у ред установа које у пословању примењују прописане стандарде секундарне здравствене заштите. Сертификат је донет из следећих области медицине и пословања:
- Интернистичке гране – лечење пацијената,
- Интернистичке гране – интензивна нега,
- Ургентна медицина,
- Радиолошка дијагностика,
- Лабораторијска дијагностика,
- Фармацеутска здравствена делатност,
- Физикална медицина и рехабилитација,
- Животна средина,
- Људски ресурси,
- Управљање информацијама,
- Руковођење,
- Стандарди управљања.

## Организација[5]
| Службе и одељења                                                  | Организационе јединице |
| ----------------------------------------------------------------- | --- |
| Служба за стационарно лечење са болничким одељењима               | 1. Одељење за интензивно лечење и негу ( I спрат) 2. „А“ Одељење за лечење и негу - Јединицом за мождани удар - Одсек за ванстандардно лечење и негу – апартмани ( II спрат) - Одсек за полуинтензивно лечење и негу (II спрат) - Јединица за мождани удар (II спрат) - Одсек ванстандардно лечење и негу – апартмани (IV спрат) 3. „Б“ Одељење за лечење и негу ( II спрат) - Одсек за интензивно лечење и негу, нивоа 2. (II спрат) - Одсек за полуинтензивно лечење и негу (II спрат) 4. Одељење за полуинтензивно и стандардно лечење и негу (III спрат) - Одсек за полуинтензивно лечење и негу (III спрат) - Одсек за стандардно лечење и негу (III спрат) 5. Одељење за стандардно лечење и негу и Дневна болница (приземље) - Дневна болница 6. Одељење за интервентну неурорадиологију (I спрат) |
| Служба за поликлиничке делатности                                 | 1. Одељење за пријем, тријажу и збрињавање ургентних стања 2. Одељење за специјалистичко консултативне прегледе и дијагностичку обраду пацијената 3. Одељење за физикалну медицину 4. Одељење за анестезиологију, реаниматологију и интензивно лечење 5. Одељење за интерну медицину 6. Одељење за радиолошку дијагностику 7. Одељење за лабораторијску дијагностику 8. Болничка апотека 9. Одељење здравствени сарадници, социјални радници и остали здравствени радници 10. Офталмолошки кабинет 11. Кабинет за стерилизацију |
| Служба за правне, економско-финансијске, техничке и друге послове | 1. Правни, кадровски и административни послови 2. Одељење за финансијске и рачуноводствене послове 3. Послови јавних набавки и комерцијале 4. Послови информационих система и технологија 5. Одељење за инвестиционо и техничко одржавање, безбедност и заштиту: - Одржавање хигијене - Електротехничко одржавање - Кухиња - Вешерај - Санитетски превоз - Портирница |